# Пожежний трактор

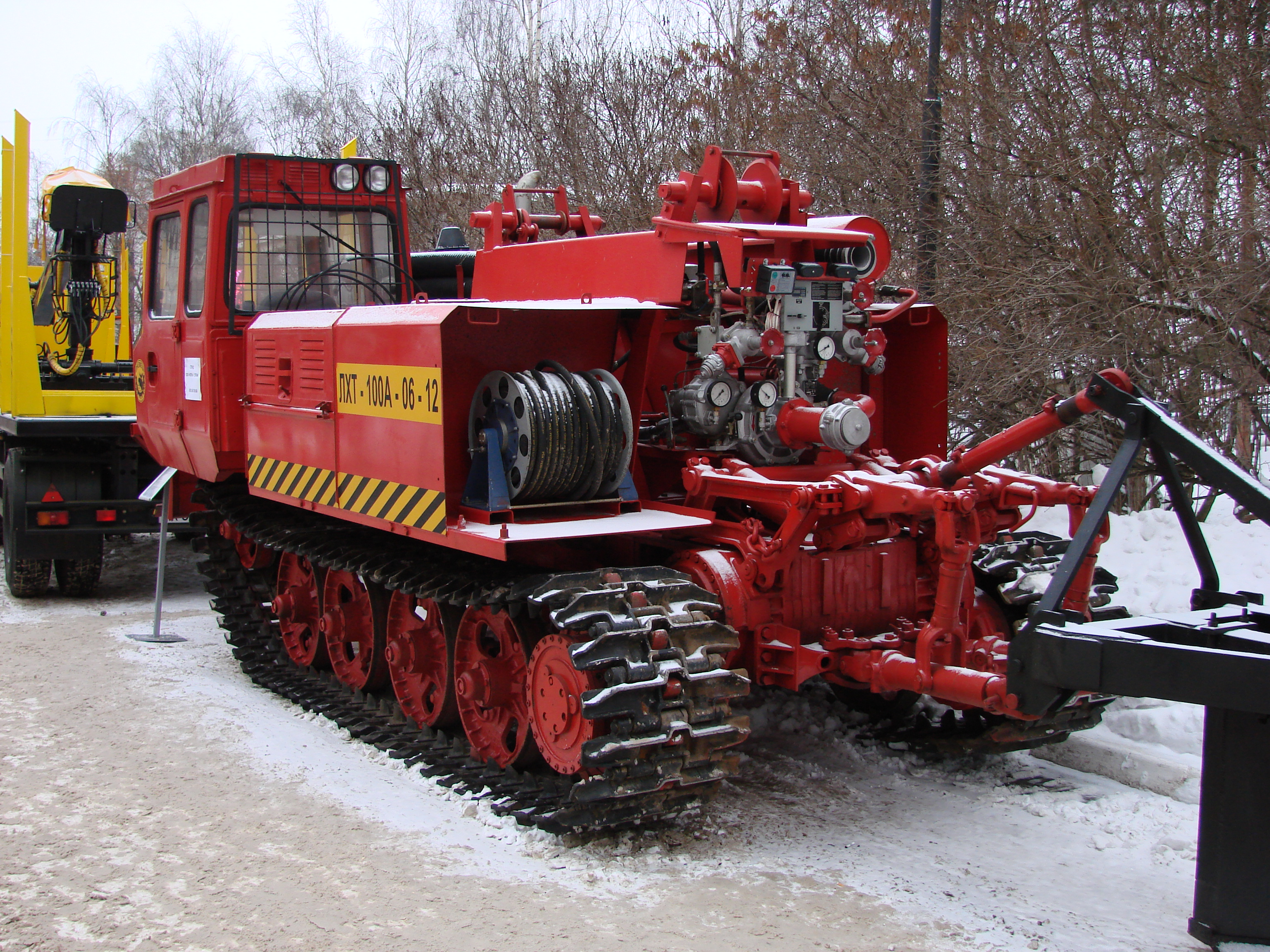
Варіант гусінного пожежного трактора LHT-100А-06-12

Пожежний трактор — трактор, чи тракторне шасі, спеціально обладнані для виконання робіт по гасінню пожеж.

## Загальний опис
Пожежні трактори найчастіше використовуються для локалізації і гасіння ландшафтних пожеж (лісових, степових), способом оборювання палаючої ділянки. Для цього пожежний трактор комплектується спеціальним лісопожежним плугом і бульдозерним відвалом. Існують також тракторні пожежні агрегати, оснащені пожежним насосом.
Трактори використовуються для доставки до місця пожежі причіпних цистерн з водою і пожежно-технічного обладнання. Такі агрегати також застосовуються для гасіння ландшафтних пожеж в місцях, де доступ пожежних автомобілів утруднений, а використання пожежних танків не передбачено чи їх бракує, а також в комплексі з пожежними автомобілями в сільських населених пунктах.
В деяких країнах, де налагоджений випуск трельовочних тракторів-лісовозів, пожежне обладнання ставлять на їхні шасі. Це допомагає при необхідності відтягувати на зорану ділянку палаючі стовбури дерев.

## Переваги та недоліки

### Переваги
- Пожежний трактор може заїхати по бездоріжжю туди, куди не заїде жодний колісний автомобіль (лісові масиви, болотиста місцевість, місцеві піски, мілководдя)
- На буксирі трактор може протягти цистерну з водою куди більшої маси, аніж встановлена на автомобілі
- Трактор може виконувати зорювальні роботи по обладнанню протипожежних смуг в полях, лісах
- Обладнаний бульдозерним чи трельовочним обладнанням, трактор може переміщати палаючі стовбури дерев у безпечні місця, перешкоджаючи розповсюдженню полум'я

### Недоліки
В порівнянні з автомобілем
- Низька швидкість по шосе
- Неможливість обладнання стількох місць для пожежного розрахунку

Порівняно з пожежним танком
- Нижча потужність двигуна
- Відсутність бронезахисту і ФВУ[1]

## В Україні
На даний момент єдиної класифікації пристосованої техніки для гасіння лісових пожеж не існує. Залежно від виконуваних робіт, пристосовану техніку для гасіння лісових пожеж умовно можна розділити на такі види:
- Смугопрокладачі;
- Пожежні торф'яні машини;
- Бульдозери та трактори з насосним устаткуванням;
- Тракторні цистерни;
- Пожежні агрегати на базі автомобілів підвищеної прохідності (тракторів);
- Багатофункціональні комплекси пожежогасіння (дистанційно-керовані установки).

### На озброєнні підрозділів МНС України
В Україні використовується при гасінні лісових пожеж навісний фрезерний смугопрокладач ПФ-1, який призначений для прокладки нешироких мінералізованих смуг і проведення профілактичних протипожежних робіт, створення і відновлювання протипожежних смуг на піщаних, супіщаних і легкосуглинистих не кам'янистих ґрунтах. Монтується на трактори марок ЛХТ-55, ДТ-75.
Діаметр фрези смугопрокладача — 565 мм, частота обертів 1 050—1100 об/хв. Продуктивність при прокладанні смуг — 1,5-2,5 км/год.
Машина пожежна торф'яна ПТМ призначена для ліквідації загорянь на торф'яних полях. Обладнана коловоротним насосом НКФ-54. Торф'яна машина складається з цистерни-котка місткістю 5200 л, має запас рукавів: 160 м діаметром 51 мм; 80 м діаметром 66 мм.
Швидкість руху машини по дорогах (у тому числі по торф'яних полях) — 6 км/год.
Продуктивність насоса при висоті всмоктування 4 м — 15 л/с. Допустима висота всмоктування — 6 м.
Тракторна цистерна ТЦ-20(Т-40АМ)-165 змонтована на базі трактора Т-40АМ. Насос НШН-600М на цьому агрегаті приводиться у дію від вала відбору потужності трактора через редуктор-підвищувач. Для розміщення спеціального обладнання на тракторі передбачено окремий ящик.
«Білоруський завод № 140» на базі бойової машини піхоти БМП-1 створив машину високої прохідності для боротьби з лісовими пожежами, гасіння підземних пожеж і доставки до місця випадку спеціального обладнання та оперативної обслуги. Конструкція кузова забезпечує захист екіпажу від диму і вогню. Транспортний засіб має підіймально-навісне
обладнання для прокладання мінералізованих смуг
Гусеничний трактор ЛХТ-100-12 розроблено «Онезьким тракторним заводом», конструкція його передбачає застосування передових технологій пожежогасіння. ЛХТ-100-12 призначався для боротьби з лісовими пожежами, локалізації полум'я шляхом прокладання загороджувальних опорних смуг і гасіння пожеж водою, піною і вогнегасними емульсіями, також він міг виконувати різні лісогосподарські роботи. Наприклад, працювати як насосна станція для подавання води на відстань до 0,5 км та на висоту до 80 м. ЛХТ багатофункціональний і обладнаний грейферною лопатою. До загального комплексу ЛХТ-100-12 входять мотопомпа, лафетний ствол ЛСД-20У, пожежні рукави, задній підіймально-навісний пристрій СНЛ-3, плуг ПЛ-1 з глибиною проорювання на торфовищах до 1,5 м.
Лісопожежний трактор ТЛП-4М створений на базі трактора ТТ-4М і призначений для доставки до місця пожежі засобів пожежогасіння; створення загороджувальних і опорних смуг для локалізації пожежі шляхом мінералізації ґрунту і нанесення на рослинний покрив рідких вогнегасних складів і піни; гасіння низових і ґрунтових пожеж рідкими вогнегасними засобами. Для створення загороджувальних і опорних смуг трактор оснащений: фрезами ФБН-1,5 та ФЛУ-0,8; плугом ПЛК-70; бульдозерним та клиновим бульдозерним устаткуваннями

### Лісопожежний агрегат АЛП-15 (на базі Т-150 або К-177)
Виробник: ДП Прилуцький завод «ПОЖСПЕЦМАШ» (Україна)
- Лісопожежний агрегат АЛП-15 на базі тракторів Т-150К і К-177 має бульдозерний відвал шириною 2.6 м, плуг для прокладання мінералізованих смуг, причіпну цистерну на 1200 л з бачком піноутворювача на 550 л і бачком для змочувача — 90 л. *Пожежне обладнання складається з пожежного насоса, лафетного ствола та двох піногенераторів.
- Продуктивність лафетного ствола — 2-3 л/с, дальність подачі води — 20 м.
- Доставка до місця пожежі оперативної групи та засобів пожежогасіння; гасіння та локалізацію низових і торф'яних (підземних) пожеж; прокладання загороджувальних мінералізованих або опорних смуг.

Виробництво АЛП-15 зараз припинено.

### Всюдихід пожежний лісовий ВПЛ-149А
Всюдихід пожежний лісовий ВПЛ-149А призначений для доставки до місця лісової пожежі робітників-пожежників з комплектом засобів пожежогасіння та вогнегасних рідин, гасіння низових і ґрунтових пожеж вогнегасними рідинами. Всюдихід без причепа-цистерни може працювати як самостійна лісопожежна тактична одиниця, яка використовується для локалізації та гасіння низових і ґрунтових пожеж шляхом подачі струменя води насосом, гасіння торф'яних пожеж торф'яним стволом або прокладки пінних смуг піногенератора повітряно-механічної піни. Вода з причепа-цистерни використовується для заповнення гумовотканинного резервуара (РДВ-1500) або наступного заповнення цистерн всюдихода при гасінні пожежі. Високі ходові якості, запас вогнегасних речовин, наявність мотопомпи ПМП-Л1, мотопилки «Урал-2», гумовотканинного резервуара, насосної установки, надійність в експлуатації і простота в обслуговуванні роблять його незамінним засобом для локалізації та гасіння лісових пожеж.
Всюдихід змонтований на базі гусеничного транспортера ГАЗ-71 з двигуном потужністю 88 кВт і шасі причепа ТАГХЗ-755. Він обладнаний металевим каркасним кузовом встановленим на вантажній платформі транспортера. У середній частині кузова є двері, а на даху розташований люк, що закривається кришкою. Всюдихід обладнаний двома резервуарами для води загальною ємністю 600 л і баком для піноутворювача (100 л), насосною установкою з приводом, водокомунікації. Для буксирування причепа на задньому аркуші днища закріплений буксирний прилад. На шасі причепа встановлені цистерна для води (1200 л), ящик для напірних пожежних рукавів, всмоктувальні рукави, піногенератори і запасне колесо.
Привід насоса НШН-600М здійснюється від переднього носка колінчастого вала двигуни всюдихода через карданний вал, проміжну опору і пружну муфту.
Бак призначений для зберігання запасу піноутворювача у верхній частині бака є горловина для його заповнення. До обичайки приєднується патрубок з вентилем, через який піноутворювач надходить у насос.
Водопінні комунікації призначені для подачі по трубопроводах води або водного розчину піноутворювача, мри допомоги водокомунікації здійснюється забір води з відкритого водоймища, іншого вододжерела, а також з резервуарів всюдихода або цистерни причепа і подання її на ручний ствол по рукавної лінії, через рукавну котушку на торф'яної стовбур, подача на Лафетний стовбур або на піногенератори повітряно-механічної піни.
Лафетний стовбур призначений для формування та направлення струменя вогнегасної рідини при гасінні пожеж або змочуванні крайки лісу. Стовбур встановлений на даху кабіни. У горизонтальній площині ствол може повертатися на 180 °, у вертикальній площині — на 20 ° вгору, на 5 ° вниз. Подача води або вогнегасної рідини на Лафетний стовбур виробляється від насоса через вентиль, встановлений на правому борту під рукавної котушкою. Управління стовбуром здійснюється з кабіни за допомогою рукоятки.
Екіпаж всюдихода складається з 6 чол. (Командир екіпажу, водій і робітники-пожежні)

## Причіпне чи навісне обладнання
На пожежний трактор можуть навішуватися цистерни для перевезення води чи порошку, насосно-лафетне обладнання, мотопомпи, тощо. В залежності від маси та розмірів шасі таке обладнання може транспортуватися на спеціальних причепах.

### Причіп-цистерна пожежний ПЦП-3,5-40
Призначення і технічний опис
Для доставки до місця пожежі пожежно-технічного оснащення (ПТО), засобів пожежегасіння та подачі в осередок пожежі: води із водобака причепа, відкритого водоймища, або водопровідної мережі (гідранта); повітряно-механічної піни з використанням заправленого в пінний бак піноутворювача, або забором його із стороннього резервуару. Він використовується для гасіння пожеж хлібних масивів та сільськогосподарських угідь.
У кузові каркасного типу встановленому на шасі двовісного причепа моделі 85451, підготовленого під монтаж пожежної установки, на спеціальній рамі змонтовані всі вузли пожежної установки.
У задній частині кузова установлена мотор-насосна установка з двигуном, муфтою зчеплення, редуктором та насосом. В передній частині на ложементах рами встановлені цистерна зварної конструкції для води і бак для піноутворювача. Для подавання води та повітряноно-механічної піни причіп обладнано водогінними комунікаціями. Мотор-насосна установка складається з 4-циліндрового чотиритактного рядного дизеля Д-245.7 та пожежного насоса НЦП-40/100 Р-Р.
Редуктор двоступінчастий підвищуючий. Водогінні комунікації дозволяють виконувати забирання води в насос із цистерни чи відкритого резервуару (водойми), а також гідранта, подачу води в цистерну, на стаціонарний лафетний ствол або в напірні патрубки з під'єднаними до них рукавами. Комунікаціями забезпечується також забір піноутворювача від штатного пінобака або сторонньої ємності. Для попереднього заповнення насоса водою при роботі від водоймища установка обладнана вакуумною системою. Лафетний ствол моделі СЛК-П20 встановлено на верхній площадці кузова.